# Heinävesi kyrka
Heinävesi kyrka är en kyrka i Heinävesi kommun i Norra Karelen. Den nuvarande kyrkobyggnaden ritades av Josef Stenbäck och byggdes med talkokraft 1890–1891 under byggnadsmästare E. J. Holopainens ledning.
Kyrkan ligger centralt i Heinävesi kyrkby vid sjön Kermajärvi. Den högt belägna kyrkan omges av fält och dominerar landskapet.
Vintertid är kyrkan öppen under högtidsdagar och kring jul. Övrig vintertid hålls gudstjänster i församlingshemmet. Sommartid är kyrkan öppen för besök. På kyrkbacken finns även en gammal sockenstuga och ett spannmålsmagasin som fungerar som museum.